# Brygada Dywersji „Broda 53”

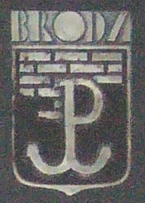
Odznaka „Brody 53" z tablicy pamiątkowej w kościele św. Jacka w Warszawie

Brygada Dywersji „Broda 53” – jednostka wojskowa podległa Kedywowi Armii Krajowej, walcząca w powstaniu warszawskim. 
Zalążki brygady Broda 53 powstały wiosną 1944 roku z innego oddziału noszącego kryptonim Deska 81. 
Jej dowódcą  podczas walk powstańczych był kpt. Jan Kajus Andrzejewski ps. Jan (zm. 31 sierpnia 1944). Funkcję jego zastępcy pełnił Ryszard Białous ps. Jerzy, który po jego śmierci został dowódcą Brody 53. Brygada wchodziła  w skład Zgrupowania „Radosław”.  
Brygada walczyła początkowo na Woli, następnie na Starym Mieście. We wrześniu część żołnierzy przeszła na Czerniaków.

## Skład
W skład Brody 53, która stanowiła dowództwo zgrupowania zostały włączone:
- Batalion „Zośka”
- Oddział „Osjan”
- Oddział „Dysk”
- Oddział „Leśnik”
- oddziały harcerskie
- Kompania „Topolnicki”
- Oddział samochodowy (motorowy) „Żuk”
- Pluton wywiadowczy „Wolski”
- Zespół sanitarny „Rola”

## Żołnierze
Dowódcy oddziału
- mjr. J. Kiwerski
- kpt. M. Kurkowski
- kpt. J.K Andrzejewski

Inni
- kpt. art. Józef Hłasko – oficer do zleceń specjalnych †31 VIII 1944
- Roman Padlewski †16 VIII 1944